# Earle Macarthy Moreira
Earle Diniz Macarthy Moreira (Camaquã, ?) é um historiador e professor universitário brasileiro. É membro do Instituto Histórico e Geográfico do Rio Grande do Sul.

## Vida acadêmica
Livre docente pela PUC/RS. Foi professor e reitor da Universidade Federal do Rio Grande do Sul de 6 de agosto de 1980 a 5 de agosto de 1984. É professor emérito e foi pesquisador da Pontifícia Universidade Católica do Rio Grande do Sul.
Notabiliza-se pelo estudo da história da região platina no Século XIX.